# 张杰 (1961年7月)
张杰（1961年7月—），男，安徽怀远人，中华人民共和国政治人物。

## 生平
1983年8月，进入纺织工业部化纤司，任副处长。1986年5月，加入中国共产党。2004年6月，任中国恒天集团副总经理兼中国纺织机械副董事长、总经理、党委副书记；2005年9月，任中国华源集团总经理。2007年12月，任中国恒天集团副董事长。2008年1月24日，华源集团重组进入尾声，国资委管理二局正式发布调任令：张杰卸任华源集团总裁，调任恒天集团副董事长。2008年6月，任中国恒天集团党委书记、董事长。2019年，中央纪委国家监委驻国资委纪检监察组、北京市纪委监委对他进行调查。因违反政治纪律、对抗组织审查、搞封建迷信活动，张杰被开除党籍。